# Nightshift – Das Leichenhaus flippt völlig aus
Nightshift – Das Leichenhaus flippt völlig aus (Originaltitel: Night Shift) ist eine US-amerikanische Filmkomödie aus dem Jahr 1982. Regie führte Ron Howard, das Drehbuch schrieben Lowell Ganz und Babaloo Mandel.

## Handlung
Chuck Lumley arbeitet an der Wall Street als Broker, er ist jedoch mit seinem Job unzufrieden. Lumley findet neue Arbeit im New Yorker Leichenhaus. Dort wird ihm die Nachtschicht zugewiesen, damit die Tagesschicht ein Verwandter des Chefs übernehmen kann, der seine Arbeitszeit mit Fernsehen verbringt.
Lumley lernt während der Nachtschicht Bill Blazejowski kennen, der zahlreiche Geschäftsideen hat. Währenddessen kriselt seine Beziehung mit Charlotte Koogle, mit der er verlobt ist. Lumley findet seine Nachbarin, die Prostituierte Belinda Keaton, attraktiv. Die Frau inspiriert Lumley und Blazejowski zur Gründung eines Call-Girl-Dienstes mit dem Leichenhaus als Geschäftsstelle.

## Kritiken
Basierend auf der Auswertung von 28 Kritiken weist Rotten Tomatoes eine weit überwiegend positive Zustimmungsquote von 93 Prozent aus.
Film-Dienst schrieb, der Film sei eine weitgehend „schwungvolle Komödie über die Entwicklung eines Mannes vom Duckmäuser zum selbstbewußten Zeitgenossen“. Er biete „bis auf wenige platte Momente vergnügliche Unterhaltung“.
Janet Maslin schrieb in der New York Times vom 30. Juli 1982, der Film sei „halbwegs witzig“ – er habe gute Gags in der ersten Hälfte und gravierende Probleme in der zweiten Hälfte. Ron Howard und der debütierende Michael Keaton seien die „echten Entdeckungen“ des Films.

## Auszeichnungen
Henry Winkler wurde im Jahr 1983 als Bester Hauptdarsteller – Komödie oder Musical für den Golden Globe Award nominiert. Michael Keaton gewann 1983 den Kansas City Film Critics Circle Award.

## Hintergründe
Der Film wurde in New York City gedreht. Er spielte in den Kinos der USA ca. 23,6 Millionen US-Dollar ein.

## Soundtrack
In diesem Film sind folgende Songs zu hören:
- Night Shift – gesungen von Quarterflash
- Girls Know How – gesungen von Al Jarreau
- The Love Too Good To Last – gesungen von The Pointer Sisters
- Talk Talk – gesungen von Talk Talk
- Someday, Somewhere – gesungen von Marshall Crenshaw
- Jumpin' Jack Flash – gesungen von The Rolling Stones
- Penthouse and Pavement – gesungen von Heaven 17
- Everlasting Love – gesungen von Rufus und Chaka Khan
- That's What Friends Are For – gesungen von Rod Stewart